# Asian Five Nations 2014
Asian Five Nations 2014 war ein Wettbewerb für asiatische Nationalmannschaften in der Sportart Rugby Union. Es handelte sich um die 27. Ausgabe der vom Verband Asia Rugby organisierten Rugby-Union-Asienmeisterschaft. Beteiligt waren 23 Mannschaften, die in fünf Divisionen gegeneinander antraten. Japan gewann zum 22. Mal den Asienmeistertitel. Der Wettbewerb diente auch als Qualifikation für die Weltmeisterschaft 2015.

## Top 5

### Tabelle
|    | Land        | Spiele | Siege | Unent. | Ndlg. | Spiel- punkte | Diff. | Bonus- punkte | Tabellen- punkte |
| -- | ----------- | ------ | ----- | ------ | ----- | ------------- | ----- | ------------- | ---------------- |
| 1. | Japan       | 4      | 4     | 0      | 0     | 342:33        | + 309 | 4             | 24               |
| 2. | Hongkong    | 4      | 3     | 0      | 1     | 196:65        | + 131 | 3             | 18               |
| 3. | Südkorea    | 4      | 2     | 0      | 2     | 122:126       | − 4   | 2             | 12               |
| 4. | Philippinen | 4      | 1     | 0      | 3     | 58:284        | − 226 | 1             | 6                |
| 5. | Sri Lanka   | 4      | 0     | 0      | 4     | 48:258        | − 210 | 1             | 1                |

5 Punkte für Sieg, 3 Punkte für Unentschieden, 1 Bonuspunkt bei vier oder mehr Versuchen, 1 Bonuspunkt bei Niederlage mit weniger als sieben Zählern Differenz.

### Ergebnisse
| 26. April 2014 | Südkorea | 59 : 3 | Sri Lanka | Incheon-Munhak-Stadion, Incheon |
| 26. April 2014 |          |        |           | Incheon-Munhak-Stadion, Incheon |

| 26. April 2014 | Hongkong | 108 : 0 | Philippinen | Hong Kong Football Club Stadium, Hongkong |
| 26. April 2014 |          |         |             | Hong Kong Football Club Stadium, Hongkong |

| 3. Mai 2014 | Philippinen | 10 : 99 | Japan | Eagles Nest Stadium, Laguna |
| 3. Mai 2014 |             |         |       | Eagles Nest Stadium, Laguna |

| 3. Mai 2014 | Sri Lanka | 10 : 41 | Hongkong | Colombo Racecourse, Colombo |
| 3. Mai 2014 |           |         |          | Colombo Racecourse, Colombo |

| 10. Mai 2014 | Japan | 132 : 10 | Sri Lanka | Mizuho-Rugbystadion, Nagoya |
| 10. Mai 2014 |       |          |           | Mizuho-Rugbystadion, Nagoya |

| 10. Mai 2014 | Hongkong | 39 : 6 | Südkorea | Hong Kong Football Club Stadium, Hongkong |
| 10. Mai 2014 |          |        |          | Hong Kong Football Club Stadium, Hongkong |

| 17. Mai 2014 | Südkorea | 5 : 62 | Japan | Incheon-Munhak-Stadion, Incheon |
| 17. Mai 2014 |          |        |       | Incheon-Munhak-Stadion, Incheon |

| 17. Mai 2014 | Sri Lanka | 25 : 26 | Philippinen | Colombo Racecourse, Colombo |
| 17. Mai 2014 |           |         |             | Colombo Racecourse, Colombo |

| 24. Mai 2014 | Philippinen | 22 : 52 | Südkorea | Eagles Nest Stadium, Laguna |
| 24. Mai 2014 |             |         |          | Eagles Nest Stadium, Laguna |

| 24. Mai 2014 | Japan | 49 : 8 | Hongkong | Nationalstadion, Tokio |
| 24. Mai 2014 |       |        |          | Nationalstadion, Tokio |

## Division 1
| 23. April 2014 | Vereinigte Arabische Emirate | 13 : 30 | Singapur | The Sevens Stadium, Dubai |
| 23. April 2014 |                              |         |          | The Sevens Stadium, Dubai |

| 10. Mai 2014 | Kasachstan | 37 : 8 | Taiwan | Hong Kong Football Club Stadium, Hongkong |
| 10. Mai 2014 |            |        |        | Hong Kong Football Club Stadium, Hongkong |

Die Emirate und Taiwan steigen in die Division 2 ab.

## Division 2
| 20. Mai 2014 | Malaysia | 43 : 22 | Iran | Grand-Hamad-Stadion, Doha |
| 20. Mai 2014 |          |         |      | Grand-Hamad-Stadion, Doha |

| 20. Mai 2014 | Thailand | 11 : 24 | Katar | Grand-Hamad-Stadion, Doha |
| 20. Mai 2014 |          |         |       | Grand-Hamad-Stadion, Doha |

| 23. Mai 2014 | Iran | 26 : 23 | Thailand | Grand-Hamad-Stadion, Doha |
| 23. Mai 2014 |      |         |          | Grand-Hamad-Stadion, Doha |

| 23. Mai 2014 | Malaysia | 31 : 22 | Katar | Grand-Hamad-Stadion, Doha |
| 23. Mai 2014 |          |         |       | Grand-Hamad-Stadion, Doha |

Katar steigt in die Division 3 ab.

## Division 3

### Ostgruppe
| 29. Mai 2014 | Indonesien | 6 : 10 | VR China | Chao Anou Vong Stadium, Vientiane |
| 29. Mai 2014 |            |        |          | Chao Anou Vong Stadium, Vientiane |

| 29. Mai 2014 | Guam | 48 : 10 | Laos | Chao Anou Vong Stadium, Vientiane |
| 29. Mai 2014 |      |         |      | Chao Anou Vong Stadium, Vientiane |

| 31. Mai 2014 | Laos | 10 : 11 | Indonesien | Chao Anou Vong Stadium, Vientiane |
| 31. Mai 2014 |      |         |            | Chao Anou Vong Stadium, Vientiane |

| 31. Mai 2014 | Guam | 10 : 41 | VR China | Chao Anou Vong Stadium, Vientiane |
| 31. Mai 2014 |      |         |          | Chao Anou Vong Stadium, Vientiane |

### Westgruppe
| 19. Juni 2014 | Indien | 17 : 23 | Usbekistan | Punjab-Stadion, Lahore |
| 19. Juni 2014 |        |         |            | Punjab-Stadion, Lahore |

| 19. Juni 2014 | Libanon | 17 : 3 | Pakistan | Punjab-Stadion, Lahore |
| 19. Juni 2014 |         |        |          | Punjab-Stadion, Lahore |

| 22. Juni 2014 | Indien | 25 : 7 | Pakistan | Punjab-Stadion, Lahore |
| 22. Juni 2014 |        |        |          | Punjab-Stadion, Lahore |

| 22. Juni 2014 | Usbekistan | 19 : 20 | Libanon | Punjab-Stadion, Lahore |
| 22. Juni 2014 |            |         |         | Punjab-Stadion, Lahore |

## Division 4
|    | Land       | Spiele | Siege | Unent. | Ndlg. | Spiel- punkte | Diff. | Bonus- punkte | Tabellen- punkte |
| -- | ---------- | ------ | ----- | ------ | ----- | ------------- | ----- | ------------- | ---------------- |
| 1. | Mongolei   | 2      | 2     | 0      | 0     | 87:18         | + 69  | 2             | 12               |
| 2. | Kambodscha | 2      | 1     | 0      | 1     | 30:69         | − 39  | 0             | 5                |
| 3. | Brunei     | 2      | 0     | 0      | 2     | 33:63         | − 30  | 1             | 1                |

5 Punkte für Sieg, 3 Punkte für Unentschieden, 1 Bonuspunkt bei vier oder mehr Versuchen, 1 Bonuspunkt bei Niederlage mit weniger als sieben Zählern Differenz.
Ergebnisse
| 17. Juni 2014 | Brunei | 13 : 38 | Mongolei | Belapan Stadium, Bandar Seri Begawan |
| 17. Juni 2014 |        |         |          | Belapan Stadium, Bandar Seri Begawan |

| 19. Juni 2014 | Kambodscha | 5 : 49 | Mongolei | Belapan Stadium, Bandar Seri Begawan |
| 19. Juni 2014 |            |        |          | Belapan Stadium, Bandar Seri Begawan |

| 21. Juni 2014 | Brunei | 20 : 25 | Kambodscha | Belapan Stadium, Bandar Seri Begawan |
| 21. Juni 2014 |        |         |            | Belapan Stadium, Bandar Seri Begawan |